# Juriniopsis myrrhea
Juriniopsis myrrhea là một loài ruồi trong họ Tachinidae.